# 福義興
福義興是一個香港三合會犯罪組織。約於1835年成立，主要由福建人及潮汕籍人士組成。1940-1970年的全盛時期曾是香港第三大黑幫，規模僅次於當時的「14K」及「和安樂（水房)」。「福義興」與「新義安」、「敬義」及「義群」曾結盟為「潮州幫聯盟」。
據2018年西九龍總區反三合會行動組合併調查，「福義興」現在主要活躍地區包括青衣、荃灣、觀塘、柴灣及鴨脷洲等。

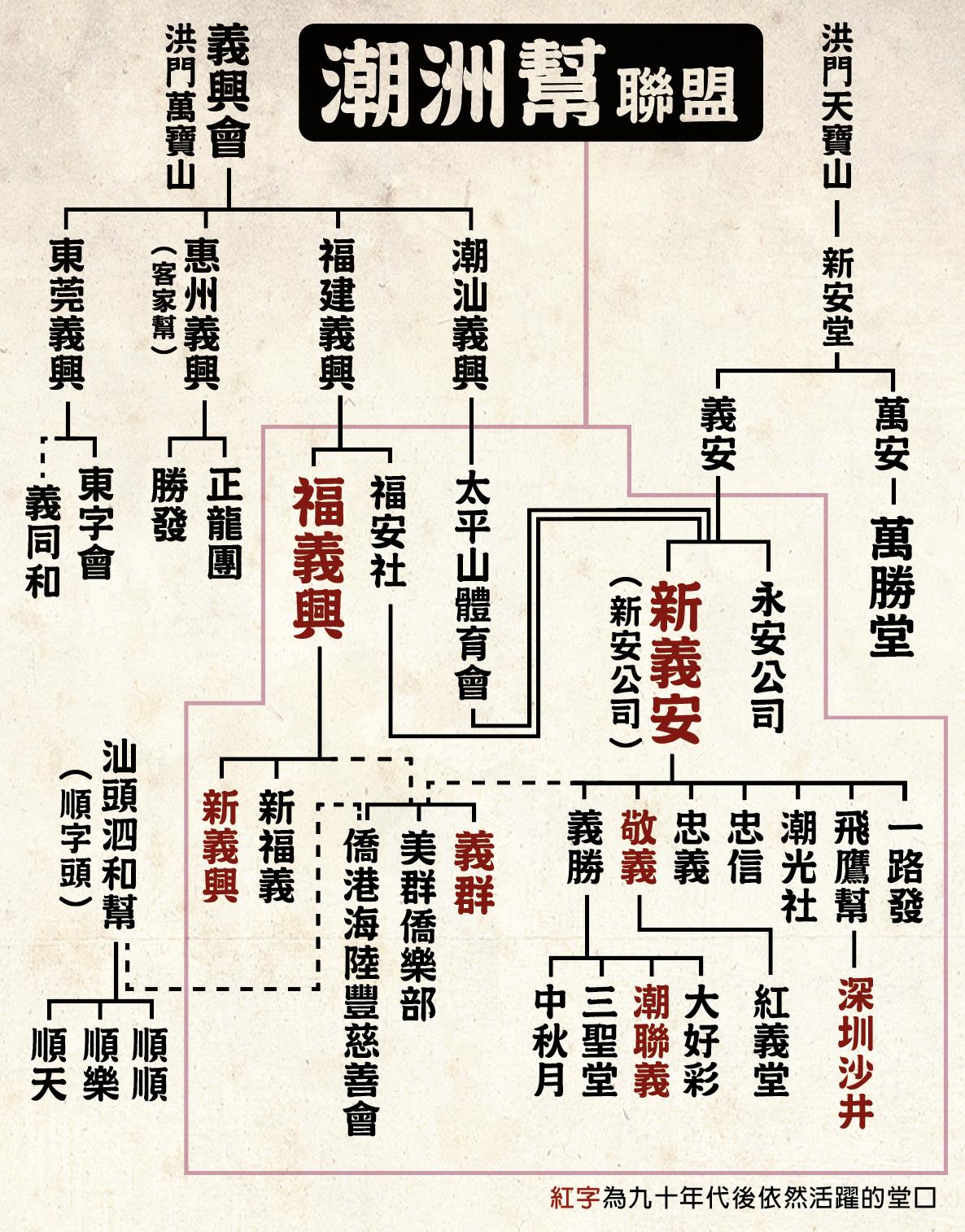
香港潮州幫三合會－譜系表

## 歷史
福義興，源出於義興會，義興會最早記載可追溯至1820年，早期是負責為洪門「萬寶山」山主李明良籌措資金的互助組織。至1835年義興會的其中一分支，「福建義興」由福建移師到香港，1886年以「福義興工商總會」名義註冊經商，從事福建到香港的貨物買辦、並替福建同鄉會舉辦盂蘭節慶及慈善活動。
1920年後，香港發展成華南貨物轉口港，福建及潮汕的移民到港的勞工增多，「福義興」扎根於深水埗，規模壯大至土瓜灣、九龍城、香港中西區、新界潮汕族群以及離島的長洲及坪洲，漸發展成犯罪集團，幫員約有一萬人，當中只有30%是黑幫活躍分子，另外70%會員則因為工作要求、同鄉會福利及治喪服務而加入，每年交港幣1元會費，「福義興」與「和字頭派系」是香港當時的兩大黑幫。到1930-1940，二戰前夕，已增加至數萬幫員，當時江湖素有「最老福義興，最大和安樂」之說。

### 協助日軍管理香港
1941-1945年，二戰期間，日軍管治香港，遂推動各個三合會成立一個稱為「興亞機構」的組織，協助日軍維持社會秩序、偵查反日本的活動及提供民間情報。當時加入的組織包括：「福義興」、「和安樂（水房）」、「和洪聖」、「和利和」、「同新和」及「全一志」加入。日軍允許「香港興亞機構」成員繼續經營賭檔及販毒，作為對他們合作的回報。組織成員也在日軍的推動下經營賣淫場所，供日軍在香港尋歡作樂。

### 警黑勾結，包庇黑幫
1952年，另一潮州幫「義安（新義安的前身）」在長洲及南丫島的潮汕太平清醮期間，與「福義興」發生衝突，其後演變成械鬥。事件令港英政府把「義安」列為非法三合會組織，同時亦重點打擊「福義興」。
在二戰結束後，難民湧入香港，警察貪腐、治安欠佳，市民大多會加入幫會尋求庇護，「福義興」亦因召收潮汕及福建藉難民而擴大，1950-1958年，「福義興」分拆出分會：「新福義」（活躍於港島東區）及「新義興」（活躍於九龍及新界）、又以「僑港海陸豐慈善會」及「美群僑樂部」等名義註冊公司及團體。福義興總部設於深水埗，主事「龍頭」不是世襲制，定期會提拔「五虎十傑」作分區領導人物。
1960年代，「福義興」、「新義安」及「義群」等潮汕系分支幫派結盟成「潮州幫」，定期選出一個「潮州幫聯盟」的香主，管理聯盟事務。團結以抗衡「14K」、「和字頭派系」及「四大公司派系」的勢力。
1962-1967年，呂樂接任香港警務處刑事偵緝處總華探長一職，由於他的叔父正是「新義安」當時的龍頭向華炎，「福義興」是呂樂的潮州同鄉，於是「新義安」和「福義興」在呂樂的警力庇護下，壟斷多區犯罪事業，勢力迅速壯大，成為規模龐大的幫會。為了回報呂樂的庇護，向華炎多次協助呂樂「造馬」破案，主動提供有關敵對幫派「14K」的線索，藉此推動呂樂屢破大案，又協助呂樂收受市民賄款，雙方形成了互惠互利的關係。

### 獨攬專業製毒市場
1970年代，「福義興」及其下的分支「新義興」與泰國金三角黑幫聯手合作，透過泰國供應嗎啡原材料，並運往香港進行加工提煉。由於潮州幫擁有獨特的專業製毒技術，「新義興」遂掌控高純度毒品製造業務，負責將嗎啡磚提煉成AA級海洛英，或進一步加工成低純度海洛英及各類興奮劑，以滿足不同市場需求。隨後，經加工的毒品交由「和洪聖」、「和合圖」、「和勝義」等黑幫負責銷售，並利用郵遞或其他秘密渠道，將毒品偷運至海外堂口，最終流入亞洲及歐洲市場，形成一條完整的跨國販毒網絡。
1978年，「福義興」成員馬惜珍，馬惜如兄弟（《東方日報》創辦人）被控經營賭博與毒品走私，棄保潛逃至台灣，後一直被香港政府通緝。七十年代末，由於被香港廉政公署及反黑組重點打壓，導致部分核心領導人逐漸逃離香港，已令「福義興」地位大不如前。

### 「福義興」龍頭被捕
到了1988年，警方搗破灣仔一個黑幫頭目聚會，拘捕一名六十三歲的「福義興」龍頭，及十一名包括「福義興」頭目及另一黑幫「廣洪」的成員。「福義興」龍頭被捕後，勢力亦大幅衰退。

### 寶馬山雙屍案「福義興」童黨
1987年，寶馬山雙屍案行兇的童黨主謀彭信義曾經加入「福義興」，該童黨有五人，於渡輪碼頭替人開車門收保護費為生。

## 近代事件

### 慈雲山肉檔刑毀案
2018年7月，慈雲山毓華街的「佳宝」肉檔疑似因商業糾紛遭人淋潑漂白水，導致多名職員及顧客受傷。警方調查後拘捕八名涉案男子，據了解，部分被捕者與福義興有關聯。行兇動機可能與豬肉供應商被拒絕入貨有關，遂尋求黑幫協助「教訓」對方。 

### 前坐館「富強」設靈
2023年1月1日，福義興前坐館、綽號「富強」的吳冠霖在紅磡世界殯儀館設靈。由於其兒子與澳門14K黑幫頭目「崩牙駒」尹國駒的女兒結為親家，警方擔心江湖人士聚集可能引發衝突，特別派出西九龍總區反黑組及有組織罪案及三合會調查科（O記）人員到場戒備，並有軍裝警員高調巡邏，現場氣氛緊張。 

### 跨國販賣人口案
2023年2月，「福義興」跨國販賣人口集團的主腦66歲姓趙香港男子，因潛逃泰國遭遣返，被西九龍總區重案組人員於香港國際機場拘捕。一名69歲女主腦「廟街皇后」，涉嫌參與「油麻地廟街禁錮案」，被控「販運他人進入或離開香港」及「販運人口以作賣淫目的」。另外兩名分別35歲姓柯及44歲姓鄔本地女子，被警員於土瓜灣及落馬洲拘捕，據悉，兩名女子均為該犯罪集團成員。

## 參閲
- 新義安
- 三合會

## 外部連結
- Dannen - Triads and China: "Partners in Crime" (Part II)